# Екатеринославское сельское поселение (Омская область)
Екатеринославское се́льское поселе́ние — муниципальное образование в Шербакульском районе Омской области Российской Федерации.
Административный центр — село Екатеринославка.

## История
Статус и границы сельского поселения установлены Законом Омской области от 30 июля 2004 года № 548-ОЗ «О границах и статусе муниципальных образований Омской области».

## Население
| 2010  | 2011  | 2012  | 2013  | 2014  | 2015  | 2016  | 2017  | 2018  |
| ----- | ----- | ----- | ----- | ----- | ----- | ----- | ----- | ----- |
| 2383  | ↘2377 | ↘2367 | ↘2295 | ↘2242 | ↘2222 | ↘2198 | ↘2171 | ↘2151 |
| 2019  | 2020  | 2021  | 2023  |       |       |       |       |       |
| ↘2109 | ↘2096 | ↘1960 | ↘1929 |       |       |       |       |       |

Гендерный состав
По данным Всероссийской переписи населения 2010 года в гендерной структуре населения из 	2383 человек мужчин — 	1151, женщин — 1232	(48,3 и 51,7 % соответственно)

### Национальный состав
Согласно результатам переписи 2002 года, в национальной структуре населения  казахи и русские составляют большинство в двух населённых пунктах, немцы - в одном (д.Новоскатовка)  .

## Состав сельского поселения
| № | Населённый пункт | Тип населённого пункта       | Население |
| - | ---------------- | ---------------------------- | --------- |
| 1 | Екатеринославка  | село, административный центр | 1394      |
| 2 | Крушановка       | деревня                      | 195       |
| 3 | Кудук-Чилик      | аул                          | 165       |
| 4 | Новоскатовка     | деревня                      | ↘445      |
| 5 | Шахат            | аул                          | 184       |